# Kamen Rider tai Shocker
Kamen Rider tai Shocker (仮面ライダー対ショッカー?, Kamen Raidā tai Shokkā, letteralmente "I Kamen Rider contro la Shocker") è un film del 1972, il primo tratto dalla serie televisiva Kamen Rider, che vede protagonisti i due supereroi principali della serie, Takeshi Hongō e Hayato Ichimonji.
Il film è uscito in Giappone il 18 marzo 1972 (stesso giorno in cui è stato trasmesso il 51º episodio della serie), mentre in Italia è inedito. Il successivo film della serie è Kamen Rider tai Jigoku Taishi.

## Trama
Lo scienziato Daidōji ha creato un'invenzione che sarebbe potenzialmente in grado di spostare l'asse terrestre, e la Shocker vuole impossessarsene per dominare il mondo. Riesce facilmente a rubare i progetti dell'invenzione, ma tra essi mancano delle informazioni indispensabili per la sua creazione. Un mostro della Shocker prende le sembianze di Ano, l'assistente di  Daidōji, riuscendo a farsi rivelare che le informazioni mancanti ce le ha Tamami, la figlia di Daidōji. La figlia viene quindi rapita ma, dato che la Shocker non trova le informazioni, il dottor Shinigami decide di fare uno scambio: Daidōji in cambio della libertà della bambina. Hayao Ichimonji, venuto a conoscenza della situazione, si presenta all'appuntamento assieme a quello che sembra essere lo scienziato, ma che in realtà è Takeshi Hongō. A questo punto fanno la loro comparsa numerosi mostri già utilizzati dalla Shocker, che sono stati resuscitati per l'occasione. Takeshi e Hayao si trasformano nei due Kamen Rider e si battono coi mostri, che si ritirano. Dopo aver riportato Tamami da suo padre, quest'ultimo rivela che le informazioni segrete si trovano all'interno di un orsacchiotto che aveva regalato a sua figlia per il suo compleanno. La Shocker lo scopre e manda il nuovo mostro Zanjiō a rubare il pupazzo. Takeshi e Hayato riescono tuttavia a raggiungerlo prima che porti l'orsacchiotto alla Shocker e, dopo uno scontro nei panni dei due Kamen Rider, riescono a sconfiggerlo. Le informazioni sono così al sicuro lontano dalla Shocker.

## Mostri comparsi nel film
Il film presenta numerosi mostri comparsi nei primi 52 episodi della serie televisiva (nonostante il 52º non fosse ancora stato trasmesso all'uscita della pellicola), e vede inoltre la partecipazione di un mostro inedito, Zanjiō.
I mostri comparsi sono:
- Kumo Otoko
- Kōmori Otoko
- Sasori Otoko
- Sarracenian
- Kamakiri Otoko
- Shinigami Chamaleon
- Gebacondor
- Yamogerasu
- Tokageron
- Saboteguron
- Pirazaurus
- Kanibubbler
- Dokugander (visto sia come larva che come falena)
- Musasabīdoru
- Kinokomorugu
- Jigoku Thunder
- Mukaderasu
- Mogurangu
- Zanburonzo
- Arigabari
- Dokudarian
- Armadillongu
- Gamagirā
- Arichimedes
- Egyptas
- Torikabuto
- Eiking
- Ōkami Otoko
- Snowman
- Ghoster
- Hae Otoko
- Pranodon
- Namekujira
- Todogirā
- Isoginchakku
- Kamestone
- Unicornos
- Girugarasu
- Zanjiō

I seguenti mostri, pur essendo comparsi in precedenza nella serie, sono assenti nel film:
- Hachi Onna
- Cobra Otoko
- Hitodanger
- Amazonia
- Kuragedāru
- Kabibinga
- Bearkongā
- Hirugerira

## Colonna sonora
Nel film sono state usate le seguenti canzoni:
- Let's Go Rider Kick! di Masato Shimon (tema di apertura e di chiusura, nel secondo caso presenta un testo modificato)
- Rider Action di Masato Shimon (canzone interna)